# Čavolj
Čavolj (mađ. Csávoly, nje. Tschawal) je selo u Bačko-kiškunskoj županiji, na jugoistoku Mađarske.

## Zemljopisni položaj
Nalazi se 15 km od Baje, na 46°11′28″ sjeverne zemljopisne širine i 19°08′49″ istočne zemljopisne dužine. Površine je 47,43 km 2.

## Ime
Selo je dobilo ime po kršćanskom svecu, svetom Pavlu apostolu, no neki su autori izvodili ime ovog sela od slavenske riječi Čachl. Neki izvori navode da se zove po Saulu, kalačkom nadbiskupu.

## Upravna organizacija
Upravno pripada Bajskoj mikroregiji u Bačko-kiškunskoj županiji. Poštanskog je broja 6448.
Upravno mu pripada Jelaš (Pustara), Nagyhát i Szőlőközidűlő.
Čavolj je sjedište jedinice hrvatske i njemačke manjinske samouprave u Mađarskoj.

## Povijest
Povijest ovog sela se može pratiti od 1198. godine.
Selo je pod imenom Chayol-Thayal mijenjalo brojne vlasnike od 1374. godine.
Prema turskim poreznim popisima, u Čavolju su bile 22 kuće 1580. godine. Nakon toga, selo je bilo razarano i obnavljano nekoliko puta.
Kao gradić je bio obnovljen 1734. godine.
1736. godine izvori bilježe da su stanovnici bunjevački Hrvati i Mađari.
Prva crkva u njemu je bila sagrađena 1740. godine.
Prvi Nijemci se doseljavaju 1762. godine te u još nekoliko valova. Između 1782. i 1784. godine, na prijedlog kaločanskog biskupa, 424 Nijemca iz Soroksára i Ajoša, odnosno iz okolice današnje Budimpešte su naselila ovo selo. Ukupno je broj stanovnika u selu porastao za tisuću od 1762. do 1783. godine zbog naseljavanja njemačkih stanovnika.
Zbog toga izvori bilježe da su Nijemci činili preko 90% stanovnika u prvim desetljećima 19. stoljeća. Udio je kroz 19. stoljeće opadao zbog mađarizacije, tako da su do Drugoga svjetskoga rata pali udjelom ispod 2/3.
1866. godine je Čavolj, kao i još neka mjesta u Bačkoj (Baju, Čonoplju, Bikić, Gornji Sveti Ivan) pogodila kolera.
1947. godine je bila velika prekretnica u povijesti ovog sela. Prema Potsdamskom dekretu, Nijemci su bili zamijenjeni slovačkim Mađarima. 553 Nijemca su deportirana u Njemačku. Unatoč tome, Čavolj je uspio ostati višenacionalnog sastava.

## Stanovništvo
Čavolju ima 2104 stanovnika (2001.).
Stanovnici su Mađari te manjinski Hrvati i Nijemci. Na popisu 2001. godine je bilo 2,7% Hrvata, 2,4% Nijemaca, 0,5% Srba, 0,2% Ukrajinaca, 0,1% Rumunja te ostalih. Rimokatolika je 81%, kalvinista je 3,6%, luterana je 0,3%, grkokatolika je 0,2%, bez vjere je 7% te ostalih.
U povijesti je Čavolj bilježio brojnu hrvatsku zajednicu, uglavnom iz skupine Bunjevaca.
Još 1711. godine bilježi ga se kao hrvatsko naselje. Par desetljeća poslije, 1730. godine, plemić Czobor je naselio Hrvate iz Baje.
Iduće valove naseljavanje su činili Nijemci, i to nakon par desetljeća, 1747./48. te 1782. godine.

### Poznate osobe
Od 1917. godine je u Čavolju župnik bio hrvatski književnik i sakupljač narodnih djela Ivan Petreš Čudomil. Iako je isti umro u Baji, pokopan je u Čavolju.
- dr. Mišo Mandić, pedagog, utemeljitelj Seoskog muzeja lokalne povijesti, nagrađen spomen-plaketom Mađarskog etnografskog društva[7]
- stolnobiogradski biskup Nikola Milašin
- Petar Pančić, bivši upravitelj travničkog sjemeništa
- Roza Vidaković, hrv. pjesnikinja

## Kultura
- Muzej lokalne povijesti
- spomenik palim vojnicima u Prvom i Drugom svjetskom ratu

## Vanjske poveznice
- (mađ.) Čavoljska povijest  Arhivirana inačica izvorne stranice od 31. kolovoza 2005. (Wayback Machine)
- Čavoljska javna knjižnica  Arhivirana inačica izvorne stranice od 13. svibnja 2006. (Wayback Machine)
- Zemljovid Čavolja  Arhivirana inačica izvorne stranice od 13. rujna 2005. (Wayback Machine)